# Batman: Arkham City - Original Video Game Score
Batman: Arkham City — Original Video Game Score is een studioalbum waar de nummers op staan die gecomponeerd zijn door Nick Arundel en Ron Fish voor het videospel Batman: Arkham City.

## Tracklist
| 1.                 | Arkham City Main Theme                 | 2:47 |
| 2.                 | Sorry, Boys                            | 1:49 |
| 3.                 | A Monument To Your Failure             | 1:56 |
| 4.                 | Have You Got My Location               | 4:20 |
| 5.                 | This Court Is Now In Session           | 2:16 |
| 6.                 | It Was The Joker                       | 2:19 |
| 7.                 | I Think You Should Do As He Says       | 2:35 |
| 8.                 | Refusal Will Not Be Tolerated          | 2:44 |
| 9.                 | Wham. Gotcha!                          | 3:29 |
| 10.                | Let's Hear Him Squeal                  | 3:01 |
| 11.                | I Know What You Guys Are Thinking      | 3:34 |
| 12.                | It's Initiation Time                   | 1:59 |
| 13.                | What's He Doing Here?                  | 2:14 |
| 14.                | How Does It Feel, Pig?                 | 2:19 |
| 15.                | Call Him Off                           | 4:36 |
| 16.                | You Should Have Listened To My Warning | 2:10 |
| 17.                | You Need To Think This Through         | 2:43 |
| 18.                | Bring Her Back To Me                   | 2:08 |
| 19.                | It's Not Even Breakfast                | 3:51 |
| Totale duur: 52:50 |                                        |      |